# Lee Montague
Lee Montague (* 16. Oktober 1927 in London; † 30. März 2025 ebenda) war ein britischer Schauspieler.

## Leben
Montague gab 1950 sein Debüt als Theaterschauspieler am Old Vic Theatre in London in William Shakespeares später Komödie Was ihr wollt. In der Spielzeit 1951/52 trat er dort als Usumcasane in Tamburlaine the Great von Christopher Marlowe, als Bösewicht Edmund in König Lear und als Flaminius in Timon von Athen auf. 1952 gab er am Martin Beck Theatre in New York City sein Broadway-Debüt in dem Theaterstück The Climate of Eden von Moss Hart. 1953 spielte er am Bristol Old Vic Theatre den Ben in Love for Love von William Congreve und den Dauphin in dem Historiendrama Heinrich V. von William Shakespeare. 1953 unternahm er mit Henry V. auch eine Tournee durch die Schweiz. 1957 spielte er am Stoll Theatre in London den Demetrius in Titus Andronicus.
In den 1960er Jahren hatte er erneut Theaterengagements am Old Vic Theatre: 1962 als Shylock in Shakespeares Tragikomödie Der Kaufmann von Venedig und 1963 als Angelo in Maß für Maß. Im Oktober 1965 spielte Montague erneut am Broadway, in dem Theaterstück Entertaining Mr. Sloane von Joe Orton. Anfang der 1970er Jahre folgten Theaterengagements am Oxford Playhouse: als Jago in Shakespeares Tragödie Othello und als Kaufmann Lopachin in Anton Tschechows Komödie Der Kirschgarten. Mit beiden Stücken ging Montague auch auf eine Tournee durch Großbritannien. 1972 übernahm er am Bristol Old Vic Theatre die Titelrolle in Volpone von Ben Jonson. Am Stratford East Theatre in London spielte er 1976 in August Strindbergs Schauspiel Der Vater. Weitere Theaterengagements absolvierte Montague bis Ende der 1970er Jahre.
Ab den 1950er Jahren arbeitete Montague als Schauspieler auch für den Film und für das Fernsehen. Er spielte in Filmen unterschiedlichster Genres, wo er häufig im Rollentypus des „harten Kerls“ oder des „tough guy“ eingesetzt wurde. Sein Filmdebüt gab er 1952 in John Hustons Filmbiografie Moulin Rouge, in der er Maurice Joyant, den Kunsthändler und Jugendfreund Toulouse-Lautrecs, spielte. 1959 verkörperte er an der Seite von Anthony Quinn die Rolle des Eskimos Ittimargnek in dem Abenteuerfilm Im Land der langen Schatten. 1962 übernahm er in der Literaturverfilmung Die Verdammten der Meere, nach Herman Melvilles Kurzroman Billy Budd, die Rolle von Squeak, dem Gehilfen des brutalen Bootsmannes Claggert. 1972 spielte er in dem vom Hippiegefühl der 1970er Jahre inspirierten britisch-italienischen Spielfilm Bruder Sonne, Schwester Mond von Franco Zeffirelli die Rolle des Kaufmanns Pietro Di Bernardone, des Vaters von Franz von Assisi. In Ken Russells Komponistenbiografie Mahler verkörperte er 1974 die Rolle von Bernhard Mahler, dem zur Trunksucht neigenden Vater von Gustav Mahler. 1977 folgte eine weitere Zusammenarbeit mit Zeffirelli: Montague war in der Miniserie Jesus von Nazareth, wo er die Rolle des Habbakuk übernahm. In der Miniserie Holocaust – Die Geschichte der Familie Weiss war er 1978 als Onkel Sascha zu sehen. 1978 wirkte er in dem Horrorfilm Das Haus des Satans mit. 1986 spielte er in dem Kostümdrama Lady Jane – Königin für neun Tage die kleine, aber dramaturgisch nicht unwichtige Rolle des spanischen Botschafters Renard.
Montague wirkte auch in zahlreichen Fernsehserien mit, unter anderem in Mondbasis Alpha 1, Dempsey & Makepeace, sowie zuletzt als Mordopfer Thomas Lovell in einer Episode der Krimiserie Waking the Dead – Im Auftrag der Toten und Hotel Babylon.

## Filmografie (Auswahl)
- 1952: Moulin Rouge
- 1954: Another Sky
- 1957: Am Rande der Unterwelt (The Secret Place)
- 1958: Froschmann Crabb (The Silent Enemy)
- 1958: Die gelbe Hölle (The Camp on Blood Island)
- 1959: Die tödliche Falle (Blind Date)
- 1960: Im Land der langen Schatten (Ombre bianche)
- 1960: Foxhole in Cairo
- 1961: Sommer der Verfluchten (The Singer Not the Song)
- 1961: Der unheimliche Komplize (The Secret Partner)
- 1961, 1965: Geheimauftrag für John Drake (Danger Man, Fernsehserie, 2 Folgen)
- 1961: Man at the Carlton Tower
- 1962: Ein Königreich für einen Affen (Operation Snatch)
- 1962: Die Verdammten der Meere (Billy Budd)
- 1963: Der große Coup (Five to One)
- 1964: Das Geheimnis der Blutinsel (The Secret of Blood Island)
- 1965: You Must Be Joking!
- 1966: Der Baron (The Baron, Fernsehserie, 1 Folge)
- 1967: Wie ich den Krieg gewann (How I Won the War)
- 1972: Meine Beine sind die schönsten (The Best Pair of Legs in the Business)
- 1972: Ein gewisser General Bonaparte (Eagle in a Cage)
- 1972: Bruder Sonne, Schwester Mond (Fratello sole, sorella luna)
- 1974: Mahler
- 1974, 1976: Die Füchse (The Sweeney, Fernsehserie, 2 Folgen)
- 1977: Mondbasis Alpha 1 (Space: 1999, Fernsehserie, 1 Folge)
- 1977: Jesus von Nazareth
- 1978: Holocaust – Die Geschichte der Familie Weiss
- 1978: Das Haus des Satans (The Legacy)
- 1979: James jr. schlägt zu (The London Connection)
- 1979, 1991: Der Aufpasser (Minder, Fernsehserie, 2 Folgen)
- 1980: Die unglaublichen Geschichten von Roald Dahl (Tales of the Unexpected, Fernsehserie, 1 Folge)
- 1983–1987: Jim Bergerac ermittelt (Bergerac, Fernsehserie, 3 Folgen)
- 1984: Johannes Paul II. – Sein Weg nach Rom (Pope John Paul II.)
- 1986: Lady Jane – Königin für neun Tage (Lady Jane)
- 1986: Dempsey & Makepeace (Fernsehserie, 1 Folge)
- 1988: Madame Sousatzka
- 1997: Casualty (Fernsehserie, 1 Folge)
- 2001: Enigma – Das Geheimnis (Enigma)
- 2003: Waking the Dead – Im Auftrag der Toten (Waking the Dead, Fernsehserie, 2 Folgen)
- 2009: Hotel Babylon (Fernsehserie, 1 Folge)
- 2017: Gatwick Gangsters

## Einzelnachweis
1. ↑  RIP Lee Montague. In: mywesternboothill.blogspot.com. 2. April 2025, abgerufen am 2. April 2025 (englisch).